# Bitka kod Hotina (1673.)
Bitka kod Hotina ili Druga bitka kod Hotina  ili Hoćinska bitka  održana je 11. studenog 1673. kod grada Hotina, kada je koalicija Poljsko-Litavske Unije sastavljena od; Poljaka, Kozaka i Moldavaca pod zapovjedništvom hetmana Jana Sobjeskog pobijedila osmanske snage pod Husein-pašom. Ova pobjeda je osigurala Janu Sobjeskom pobjedu na izborima za kralja Poljske.
Poljsko-Litavska Unija imala je oko 40 000 vojnika kojima se suprotstavilo oko 35 000 Osmanlija sa 120 topova. Tijekom bitke rakete generala Kazimira Siemienowicza uspješno su korištene protiv turske vojske. Pobjeda je Poljacima donijela mogućnost revizij enepovoljnog Bučačkog mira potpisanog godinu prije ali i do toga da Jani Sobjeski odigrava ključnu ulogu u Bitki kod Beča 1683.

## Posljedice
Turske snage povlače se iz Poljske poslije gubitka logistike i većine topništva. Sobjeski i drugi plemići vraćaju se u Varšavu da bi izabrali novog kralja umjesto kralja Michaela Wisniowieckog, koji je preminuo dan prije bitke.